# Spominski znaki Slovenske vojske
Spominski znaki Slovenske vojske so priznanja, ki jih podelil obrambni minister udeležencem posebno pomembnih dogodkov zgodovini Slovenske vojske. Odlikovanje je opredeljeno v Pravilniku o priznanjih Ministrstva za obrambo.

## Seznam
- bojni spominski znak Krakovski gozd
- spominski znak 15. obletnica manevrske strukture narodne zaščite
- spominski znak ob peti obletnici vojne za Slovenijo
- spominski znak ob deseti obletnici vojne za Slovenijo
- spominski znak Alba
- spominski znak Borovnica
- spominski znak Brnik
- spominski znak Bukovje 1991
- spominski znak Cerklje
- spominski znak Oddajnik Domžale 1991
- spominski znak Dravograd 1991
- spominski znak Fernetiči 1991
- spominski znak Gibina
- spominski znak Golte 1991
- spominski znak Gornja Radgona
- spominski znak Holmec
- spominski znak Hrast
- spominski znak Kačure
- spominski znak Kanal
- spominski znak Karavanški predor
- spominski znak Komenski kras 1991
- spominski znak Koseze
- spominski znak Krakovski gozd 1991
- spominski znak Kum
- spominski znak Kuzma
- spominski znak Limbuš
- spominski znak Ljutomer 1991
- spominski znak Luka Koper
- spominski znak Maribor - Dobova
- spominski znak Medvedjek
- spominski znak Načelniki pokrajinskih štabov TO 1991
- spominski znak Načelnik Republiškega štaba TO 1991
- spominski znak Nanos 1991
- spominski znak Nova vas
- spominski znak Obranili domovino 1991
- spominski znak Ormož
- spominski znak Orožja nismo oddali
- spominski znak Otovec
- spominski znak Pekre
- spominski znak Pogajanja 1991
- spominski znak Poganci
- spominski znak Pokljuka 1991
- spominski znak Poveljnik specialne brigade MORiS 1991
- spominski znak Poveljniki pokrajinskih štabov TO 1991
- spominski znak Premik 1991
- spominski znak Presika
- spominski znak Prilipe
- spominski znak Pristava 1991
- spominski znak Rajhenav 1991
- spominski znak Razkrižje 1991
- spominski znak Rigonce
- spominski znak Robič 1991
- spominski znak Rožna dolina - Vrtojba
- spominski znak Rožnik
- spominski znak Šentilj
- spominski znak Štrihovec
- spominski znak Trzin
- spominski znak Vražji kamen
- spominski znak Vražji kamen - Otovec
- spominski znak Zavarovanje minskih polj
- spominski znak za zasluge pri organiziranju nove TO RS 1991
- spominski znak za zavzetje skladišča Borovnica
- spominski znak Zgornja Ložnica
- spominski znak Zvest Sloveniji 1991
- znak Manevrske strukture narodne zaščite 1990
- spominski znak Vojašnice